# Mark Frankel
Mark Frankel, född 13 juni 1962  i Wales, död 24 september 1996  i London, var en brittisk skådespelare, verksam både i Storbritannien och i USA. Frankel avled i en motorcykelolycka och efterlämnade sin hustru Caroline Besson, som då var gravid med sonen Max, och den tvåårige sonen Fabien, sedermera även han skådespelare.

## Filmografi i urval
- 1991 – Den unga kejsarinnan (miniserie)
- 1992-1993 - Systrar (TV-serie)
- 1995 – Clair de lune
- 1995 – Solitaire for 2
- 1996 – Vampyrernas hemlighet
- 1997 – Roseanna's grave